# Molchsender
Ein Molchsender ist ein kleiner Sender zum Bestimmen der Position von nichtmetallischen Rohren. Er wird in das Rohr eingeführt und sendet kontinuierlich ein Signal aus. Dieses Signal kann dann von einem entsprechenden Empfänger geortet werden, wodurch sich die Position des Rohres bestimmen lässt.
Alternativ versteht man darunter auch einen Sender, den man außerhalb der Leitung anordnet, den ein in der Leitung wandernder Molch trotzdem erkennen und registrieren kann, um auf diese Weise seine Position festlegen zu können.